# Aneby pastorat
Aneby pastorat är ett pastorat i Smålandsbygdens kontrakt (före 2017 Vedbo och Ydre kontrakt) i Linköpings stift i Svenska kyrkan. Pastoratet omfattar hela Aneby kommun i Jönköpings län.
Pastoratskoden är 021502.
Pastoratet som bildades 2006 genom en ombildning av Bredestads pastorat, omfattar följande församlingar:
- Aneby församling
- Askeryds församling
- Frinnaryds församling
- Lommaryds församling
- Haurida-Vireda församling